# 조선민주주의인민공화국의 철도

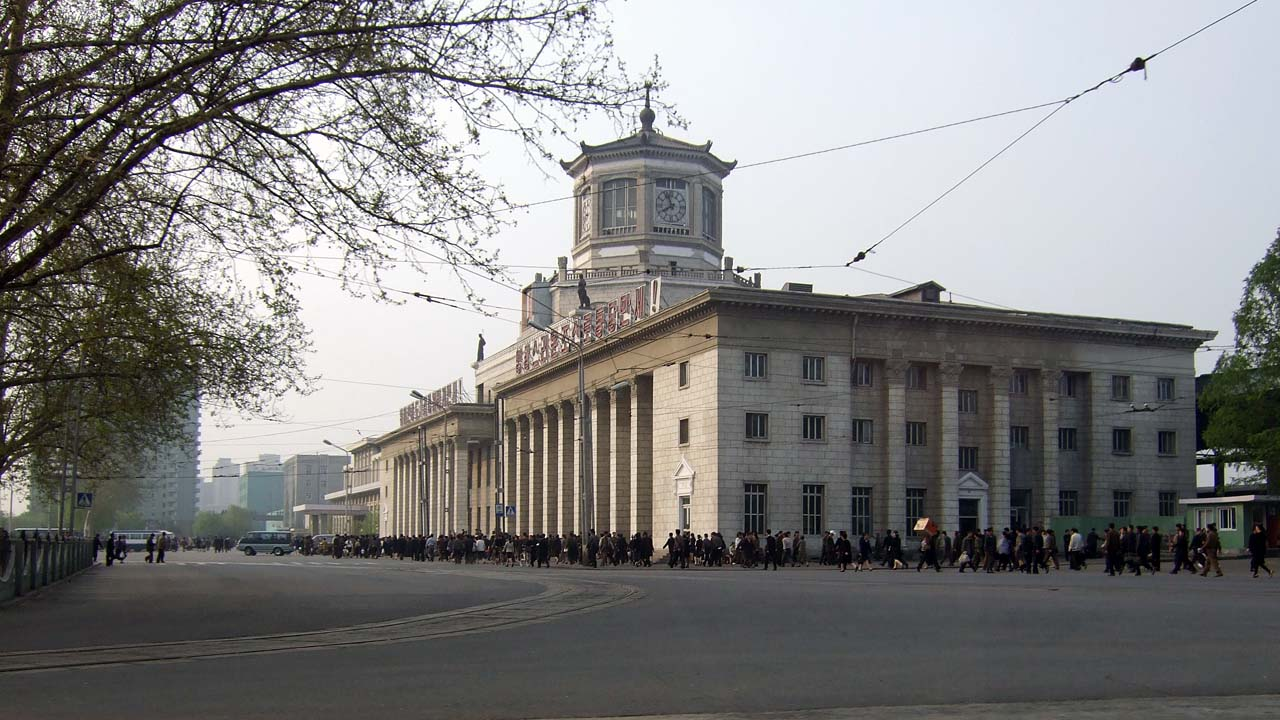
평양역

조선민주주의인민공화국의 철도(朝鮮民主主義人民共和國의 鐵道)는 1948년부터 조선민주주의인민공화국 철도성에서 운행하고 있다.

## 역사
조선민주주의인민공화국의 철도는 많은 노선이 대한민국과 마찬가지로 일제강점기에 부설되었다. 가장 처음으로 경의선이 1906년 4월 3일에 서울 - 신의주 간이 개통했고, 이후 경원선이 1919년, 함경선이 1928년, 평원선이 1942년경에 개통했다. 종전 후, 남북에 각각 국가가 세워지고 한국 전쟁이 발발하자, 철도는 공격 대상이 되어 많은 시설이 파괴되었지만, 소비에트 연방과 중화인민공화국의 지원으로 복구되었다.
2013년 9월 22일, 라선특별시와 러시아 하산을 연결하는 철도가 5년간의 보수 끝에 개통했다. 이로 인해 평양 ~ 두만강 간 열차가 정기적으로 운행될 전망으로 보인다. 2014년부터 러시아의 모스토빅이라는 기업체는 250억 달러를 들여 20년간 약 3200km의 철도를 현대화하고, 그 대가로 희토류를 채굴하는 계획을 밝혔다.

## 현황
현재 조선민주주의인민공화국의 국민에게는 일부의 특권계층을 제외하고 자가용 자동차가 없으며, 고속버스 등의 다른 교통수단도 존재하지 않으므로 철도가 도시간 유일한 교통수단이 되었다. 하지만, 1990년대부터 에너지 부족이나 보선 상태·차량의 정비 상태의 악화 때문에 운휴나 지연이 항상 일어났다. 현재 조선민주주의인민공화국의 여객 분담률 62퍼센트, 화물 분담률 90퍼센트로 도로보다 높은 편이다.
조선민주주의인민공화국이 남한보다 복선화율은 낮으나(3%) 전철화율이 높다(80%). 선로는 오래된 것이 계속 사용되어 하중에 약하고 궤간 유지가 힘들며, 상부와 측면 마모가 심하고 이음 부문 고착품이 불량한 것이 대부분이다. 게다가 37, 40, 50, 60kg/m 등 종류가 다양하고, 중국이나 러시아, 조선민주주의인민공화국 내부 등지에서 생산한 선로가 섞여 있기까지 하다. 침목 또한 목침목과 콘크리트침목이 혼용되었고, 특히 목침목은 부식이 심하지만 교체되지 않고 있다. 그 외에 자갈인 도상에는 강자갈과 쇄석이 혼재되어 열차 운행에 지장이 있으며, 터널 또한 일제 강점기에 건설한 뒤 방치되어 콘크리트 부식이 심하다. 표정속도는 시속 25~60km으로, 남한의 시속 70~300km 보다 크게 떨어진다. 2010년대 중반에 들어서는 국제 사회의 경제 제재로 인하여 경유 수급에 어려움을 겪자, 전기 기관차 열차를 주로 운영한다고 한다.
철도 수송 원가는 자동차의 34%, 해상운송의 53% 수준이며, 철도 화물의 평균 수송거리는 약 160km로서 자동차화물운송거리의 15배, 연안해운거리의 1.7배 가량이다. 전철용 전기로는 직류 3,000V(남한 교류 25,000V 기준 약 8분의 1)를 사용하며, 변전소의 종류는 수동 및 반자동식이라고 한다. 이 전기는 일제강점기 때의 금강산선과 동일하다.

## 차량

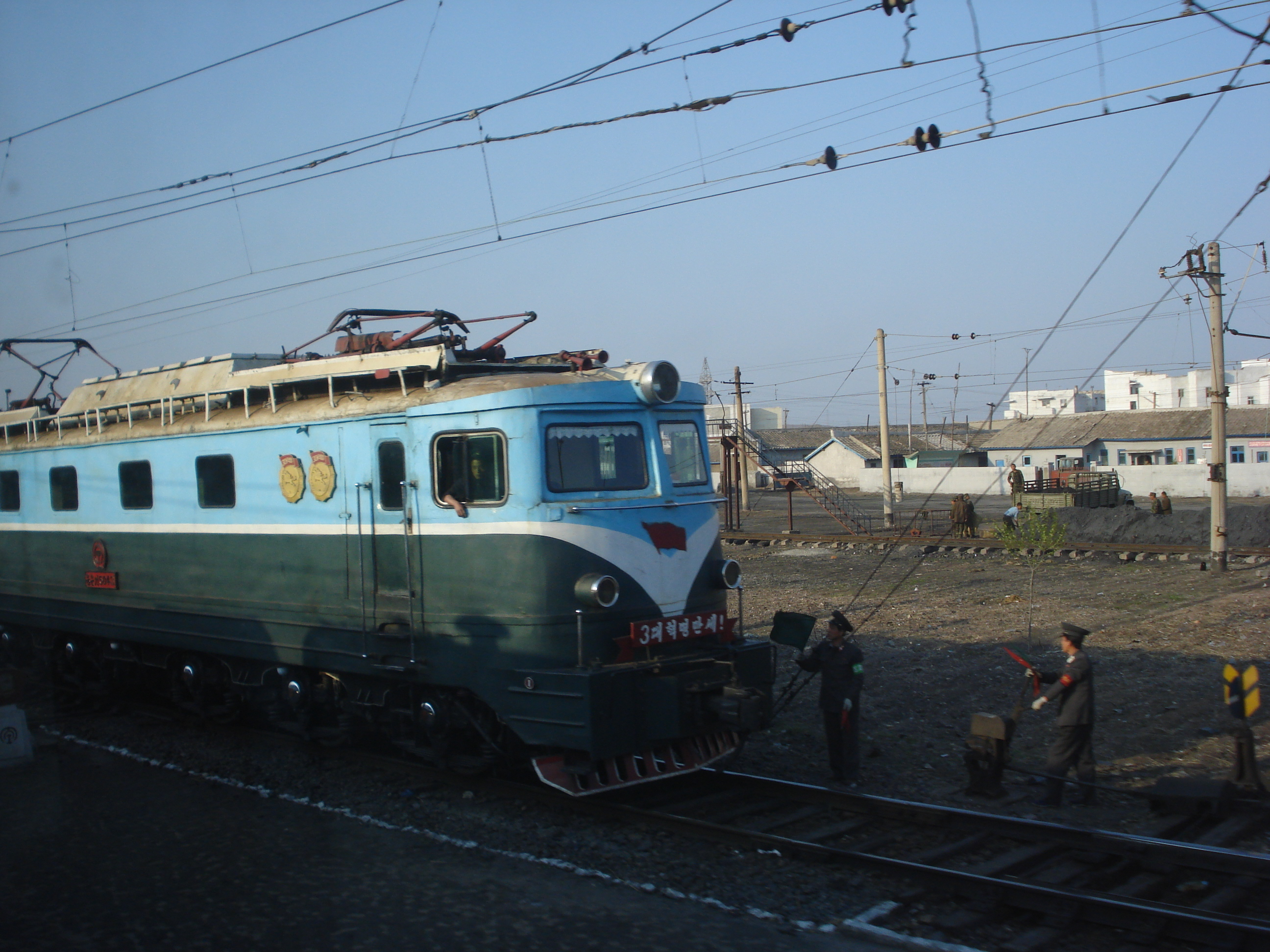
붉은기 5043호 전기기관차

차량으로는 2004년 기준으로 디젤기관차가 6종, 전기기관차가 4종 운행된다고 하며, 증기기관차는 역 구내 입환용으로 간간히 쓰인다고 한다.

### 증기 기관차
현재 사용되는 증기 기관차에는 대략 3가지 형식이 널리 사용되는데, 미카형 증기 기관차, 해방형(解放, Jie Fang) 증기 기관차, 알코 사와 볼드윈 사에서 제작한 2-10-0 형식의 증기 기관차가 있다. 미카형은 일제강점기 때 일본이 수입해 운용한 것으로, 6600호대 등의 번호를 사용한다. 해방형은 미카형과 유사하며 중국에서 제작한 것을 수입했는데, 6000/6100호대 등의 번호를 사용한다. 2-10-0 형식은 1940년대 중반 제2차 세계대전 당시에 미국이 소련에 제공했던 미제품을 한국 전쟁 후에 소련이 조선민주주의인민공화국에 공여한 기관차다.이 밖에 동유럽 등지에서 수입한 증기 기관차들도 존재하는 것으로 알려져 있다.

### 디젤 기관차
조선민주주의인민공화국에서 디젤기관차는 내연기관차로 불린다. 새별형(M62형)과 금성형(8000호대)이 주력 차량인데, 금성형은 새별형 내연기관차를 바탕으로 자체 제작한 차량이다. 이 외에도 CSE26-21형, BJ형, DF1형, DF4형 기관차가 있다. 

### 전기 기관차
전기기관차는 현재 생산되는 것이 대략 5종류가 있지만, 전기사정이 좋지 않아 근래에는 정상적인 운행이 어렵다고 한다. 붉은기 4000호대, 붉은기 5000호대, 붉은기 6000호대, 전기50형 등이 있다고 알려져 있다. 2011년에는 순수 국내기술로 선군붉은기 1호를 생산하였다고 한다. 이밖에 협궤 전기기관차도 운행되고 있다.  영어 위키백과 등 일부 자료에 따르면 일제강점기에 도입된 데로형 전기 기관차도 '전기하'라는 이름으로 현재까지 운행 중이라고 전한다. 4054호와 8002호 기관차가 평양 3대혁명전시관에 보존중이다.

### 전기 동차
전동차로는 평양 지하철도에서 운행하는 '주체호'가 있으며, 이 차량은 3종류가 있다. 초창기의 차량은 DK4형으로, 1972~1973년에 중국으로부터 공급받았다가 1998년에 다시 중국으로 팔려 베이징 지하철 13호선에 쓰이고 있다. 이후 1996~1997년에 독일 민주 공화국의 Hennigsdorf 사에서 1978~1982년 사이에 제작한 GI형 차량을 수입했다. 1998년에는 DWM과 O&K라는 독일 회사에서 1957~1965년 사이에 제작해 서베를린에서 운행하다가 폐차할 예정이었던 D형 차량을 구입했는데, 당시 금액으로 3백만 마르크에 매각되었다고 한다. 2015년에는 김종태전기기관차연합기업소에서 제작한 차량이 공개되었으며, 시운전을 진행하고 있다.

### 객차
현지에서 '방통'으로 불리는 객차는 상급침대(유침), 일반침대(경침), 상급좌석(연석), 일반좌석(경석)으로 나뉜다. 창문의 유리가 부족해 비닐을 대신 사용하는 객차가 많다고 한다.

## 열차 운행

### 종류

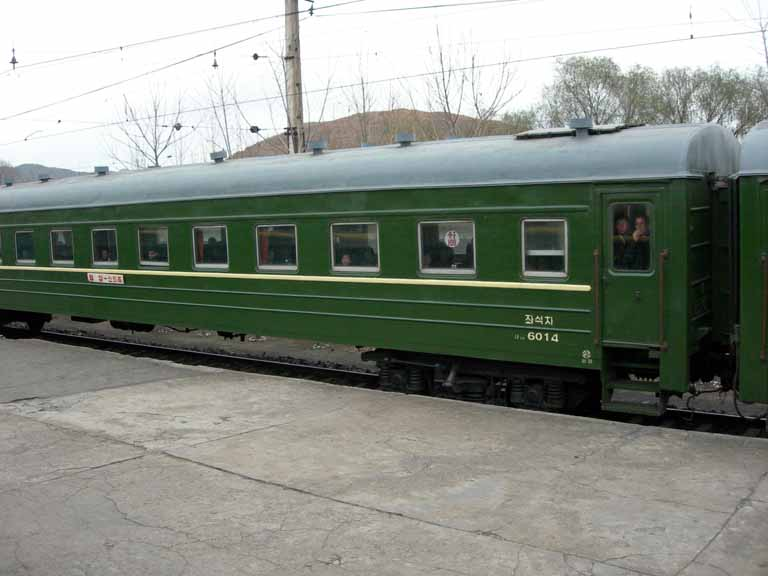
평의선 열차

열차의 종류에는 크게 여객열차, 화물열차, 임시열차가 있다.
여객열차는 최대급행열차, 준급행열차, 완행열차로 나뉜다. 최대급행열차는 시종착역, 기술역, 도청 소재지 역에만 정차하는 열차로, 대한민국의 ITX나 새마을호와 같다. 준급행열차는 군, 시, 특별시, 직할시에서만 서는 열차로, 대한민국에서는 무궁화호 급으로 취급된다. 완행열차는 폐지된 역을 제외하면 모든 역에 다 서는데, 대한민국의 옛 통일호나 비둘기호와 기능이 유사하다. 그 외에 공업지대나 큰 도시 안에서만 운행하는 통근열차, 화물과 여객을 동시에 편성해 운행하는 혼합열차가 있다.
화물열차에는 집중수송열차, 순환열차, 일반수송열차, 군수열차, 특수열차가 있다. 집중수송열차는 매일 역과 역 사이를 정상적으로 운행하는데, 김정은 또는 철도성 명령, 단기간이나 특정 지역에 집중적으로 화물을 실어나를 때 특별히 운행한다. 순환열차는 집중수송열차와 기능이 유사하지만, 큰 공장이나 기업소(화학공장, 큰 군수공장, 제련소, 제강소 등)에 생산성 보장을 이유로 자원을 매일 정기적으로 운행한다. 군수열차는 군수 생산에 필요한 물자나 무기, 군인을 실어 나른다. 특수열차는 철도의 건축한계를 벗어나거나 중량이 큰 물체를 운반하는 열차다.
임시열차는 급히 옮겨야 하는 물건, 급히 수송해야 하는 인원을 태우는 열차다. 그 종류로 사고복구열차가 있는데, 이는 철도에서 열차 사고가 났을 때만 움직인다.

### 국제 열차

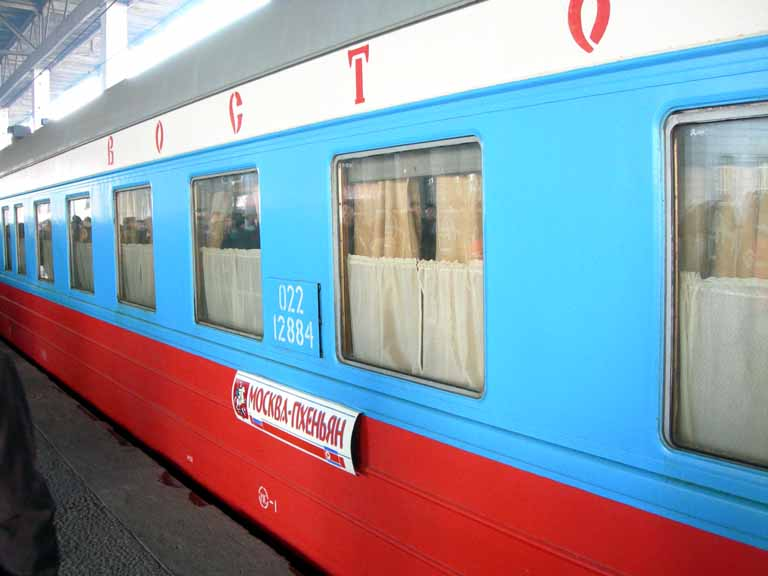
평양~모스크바 국제열차 (러시아 열차)

국제 열차로는 평양 ~ 선양 ~ 베이징·모스크바 간을 운행하는 열차와 평양 ~ 하바로프스크 ~ 모스크바 간을 운행하는 열차가 존재한다. 전자는 외국 여행자에게도 조선민주주의인민공화국을 방문할 때에는 베이징부터 승차가 가능하지만, 국제 열차와 일반 국민이 승차하는 차량 사이에 식당차가 연결되어, 양쪽의 열차 사이의 왕래는 불가능하도록 되어 있다. 조선민주주의인민공화국에서는 최우등열차라고 인식되어 있는 경의선의 국제 열차에서도 신의주 ~ 평양 간에 5~6시간(거리는 225km, 표정속도는 45～37.5km/h) 정도를 필요로 한다. 후자는 평양 ~ 두만강 간의 운행이 불안정하기 때문에 정기적으로는 운행되지 않았다.
1993년 당시 우등열차로는 평라선 계통인 평양-청진-두만강 간 급행 1·2 열차와, 평의선 계통인 평양-신의주 간 급행 5·6 열차 등이 있었던 것으로 알려져 있다. 전자는 일주일에 1·2이 시베리아 횡단철도를 통과해 하바로프스크를 지나 모스크바로 가는 국제 차량과, 후자는 심양을 통해 베이징이나 모스크바로 가는 국제차량 (베이징 행은 일주일에 4회, 모스크바 행은 1·2회) 과 연결되었다고 한다. 또한 당시 평양-청진 사이 (약 710km) 소요시간은 급행 1·2 열차가 하행 17시간, 상행 14시간 반, 준급행 15·16 열차 (서평양-청진-은성)이 하행 21시간 상행 20시간, 완행은 25 ~ 29 시간 정도였던 것으로 알려져 있다. 그러나 실제로 시간표가 지켜지지 않는 경우도 많고, 특히 선로나 차량 정비 상황이 악화된 지금은 절반에서 4분의 1 정도의 거리에 비슷한 시간이 걸린다고도 한다.

### 특급 열차
특급열차는 김일성, 김정일, 김정은만이 탑승할 수 있는 열차로, 국가 행사에 관계된다. 김정일 국방위원장·조선로동당 총 서기는 외국에 나갈 때에 전용 특별열차를 자주 이용했다. 2001년 7, 8월에는 러시아의 모스크바를, 2004년 4월에는 중화인민공화국의 베이징을 방문했다. 2011년 김정일의 사망과 관련해서 조선중앙방송은 그가 경제 순시를 위해 특별열차안의 철도 운행중 사망했다고 발표했으나, 대한민국 국정원은 김정일 국방위원장이 사망한 당시 전용열차가 움직이지 않았던 것으로 파악하여, "김 위원장이 평양 룡성역에 대기 중이던 열차에서 사망한 것으로 보인다"고 밝혔다.

### 열차 명
대한민국은 열차 등급과 열차 명이 같지만, 조선민주주의인민공화국에서는 그렇지 않다.

### 열차 번호
조선민주주의인민공화국에서 운행되고 있는 열차의 번호는 보통 숫자를 쓰며, 가끔 문화어 단어가 붙기도 한다. 열차의 종류에 따라 번호가 다르다. 열차 번호는 평양을 기점으로 번호를 붙여 사용한다. 하나의 열차는 기본적으로 2개의 번호를 가지는데, 지방에서 출발해 평양을 거쳐 다시 지방으로 내려가는 열차는 4개까지 가지기도 한다. 평양에서 지방으로 내려가는 열차는 홀수, 지방에서 평양으로 올라오는 열차는 짝수 번호를 붙인다.
열차 번호는 여객열차부터 붙이며, 각종 화물열차와 특급열차에 이르기까지 번호를 철도성에서 붙이고 실행시켜 나가도록 규정되었다. 열차 번호는 철도성 전체적으로 규정화되어 있고, 철도국내에서 열차를 조직하려고 할 때에는 무조건 철도성의 승인과 규정의 요구대로 붙이도록 되어있다.
여객열차의 번호는 1 ~ 600번을 사용하며 최대급행열차, 준급행열차, 완행열차, 일반열차, 통근열차 등 순서로 붙여진다. 급행열차는 1 ~ 16번을 사용하며, 평양 - 혜산, 평양 - 무산, 평양 - 신의주, 평양 - 나진, 평양 - 금골, 평양 - 혜산, 평양 - 평강 등에 운행된다. 철도성에서 운행하는 일반 여객열차는 16 ~ 100번을 사용하며,평양 - 사리원 - 개성, 함흥 - 사리원, 신천 - 평양 - 나진 등이 있다. 철도국 내에서만 운행하는 일반 여객열차는 100 ~ 200번을 사용하며, 청진 - 청진, 함흥 - 북청(삼기) 등이 있다. 통근열차는 300 ~ 600번을 쓴다.
화물열차는 중요도에 따라 운행거리, 조차장과 조차장 사이, 철도국과 철도국 사이, 철도국 안으로 실어 나르는 화물의 중요성에 따라 번호를 붙인다. 매 역에서 화물을 싣는 열차는 600 ~ 1000번, 소화물이나 변화하지 않는 물품을 실은 열차는 1000번대를 사용한다. 외국 화차들을 수송하는 열차는 특별히 2000번대를, 기술역과 기술역 사이를 오가는 열차는 3000번대로 붙인다. 집중수송열차는 6000번대, 특수열차는 7000번대, 순환열차는 8000번대를 사용한다. 군수열차는 10000번대 이상을 붙으며, 군수자재나 군수물자 등 화물의 종류에 따라 번호가 다르다.
임시열차는 철도국내에서 자체로 번호를 붙이며, 6000번대를 많이 사용한다. 조차장과 조차장 사이 여러 철도국을 지나 운행하는 열차는 1000~2000번대의 일부를 번호로 사용한다. 특급열차는 90000번대 숫자에 김일성·김정일·김정은을 찬양하는 지명이나 유명한 명승지나 산 등을 붙여 번호로 사용한다. 이 외에 철도성장의 명령으로 김정은의 직계나 국가급 인물을 나르는 열차는 문화어 단어 없이 80000번대를 쓴다.

### 탑승과 요금
국민이 승차권을 구입하려면, 공민증과 경찰기구인 사회안전부에서 발행하는 여행의 목적을 담은 여행증명서가 필요하다. 이 여행증명서를 열차 탑승 중에도 휴대하지 않으면, 검표와 경찰의 불심검문 때 강제로 하차되고 때로는 체포되어 강제수용소에 보내지기도 한다. 요즘은 발행조건이 식량 사정 악화 등으로 완화되기는 했지만, 일반적으로 여행증명서를 신청하면 발급까지 1~2주가 걸린다고 한다. 그러나 실제로는 발행인에게 담배나 유로·엔 등의 외화로 뇌물을 전달하면 약 이틀만에 받을 수 있다고 탈북자·망명자의 이야기로 전해진다.
1993년 경에 요금은 평양-청진간 급행 고급침대가 87원, 완행 일반좌석이 20원 정도였다. 당시 국민의 평균 월급이 70 ~ 110원이었음을 고려할 때, 저렴한 편은 아니었다. 화폐 개혁 실패 이후 극도의 인플레이션으로 인해, 그 당시의 200-300배가 되었을 것으로 보인다.

## 주요 노선
- 평의선 (평양 ~ 신의주, 224.8km)
- 평부선 (평양 ~ 부산. 실질적으로는 평양 ~ 개성 간 199.3km 구간이고, 개성 ~ 도라산 구간은 연결되어 있으며, 도라산 이남은 한국철도공사의 경의선·경부선이다)
- 평남선 (평양 ~ 남포, 89.6km)
- 평북선 (정주청년 ~ 청수, 120.7km)
- 평덕선 (대동강 ~ 구장청년, 192.3km)
- 황해청년선 (사리원청년 ~ 해주항, 100.3km)
  - 본래 해주선으로 건설되었으며, 구 토해선의 해주역까지에 이르는 구간을 편입하였다.
- 옹진선 (해주 ~ 옹진, 40.4km)
- 평라선 (평양 ~ 라진, 819.0km)
  - 이 노선은 본래 평원선(평양 ~ 고원) 및 함경선(원산 ~ 청진)으로 건설되었지만, 후에 개칭되었다. 남은 함경선 원산 ~ 고원은 경원선의 조선민주주의인민공화국 구간과 합쳐 강원선이라 불리고 있다. 청진-라진 구간은 1966년 개통하였다.
- 강원선 (가곡 ~ 고원, 145.1km)
  - 본래 경원선(용산 ~ 원산)의 일부였으나 조선민주주의인민공화국 구간과 평라선에 편입되지 않은 함경선의 원산 ~ 고원 구간과 합쳐 이루어졌다.
- 함북선 (반죽 ~ 라진, 326.8km)
- 청년이천선 (평산 ~ 세포청년, 146.9km)
- 만포선 (순천 ~ 만포국경, 303.4km)
- 백무선 (백암청년 ~ 무산, 187.4km)
- 백두산청년선 (길주청년 ~ 혜산청년, 141.6km)
- 금강산청년선 (안변 ~ 온정리, 102.5km)
  - 한국 전쟁 전에는 동해북부선(안변 ~ 양양)이었지만, 한국 전쟁으로 인해 폐지되었다. 1997년에 복구되어 개통했으나 실질적인 열차 운행은 없는 것으로 보이며, 금강산청년 ~ 제진 간은 2007년에 남북 철도 연결 사업으로 복구되었다.
- 평양 시내교통
  - 평양 지하철도 : 천리마선, 혁신선, 만경대선
  - 평양 궤도전차
  - 무궤도전차 (트롤리 버스)
- 청진 시내교통
  - 청진 궤도전차
  - 무궤도전차 (트롤리 버스)

## 같이 보기
- 대한민국의 철도